# Australische havik
De Australische havik (Tachyspiza fasciata) is een roofvogel uit de familie van de havikachtigen (Accipitridae).

## Leefwijze
Hij voedt zich met andere vogels, kleine zoogdieren, reptielen, amfibieën en insecten.

## Verspreiding
Hij leeft in Australië en de omringende eilanden en telt 13 ondersoorten:
- T. f. natalis: Christmaseiland in de Indische Oceaan.
- T. f. wallacii: van Lombok tot Damar en Moa (Kleine Soenda-eilanden).
- T. f. tjendanae: Sumba (zuidelijke Kleine Soenda-eilanden).
- T. f. stresemanni: de eilanden ten zuiden van Sulawesi.
- T. f. savu: Savu (Kleine Soenda-eilanden).
- T. f. hellmayri: Timor, Alor, Semau en Roti (Kleine Soenda-eilanden).
- T. f. buruensis: Buru (Molukken).
- T. f. dogwa: zuidelijk Nieuw-Guinea.
- T. f. polycrypta: oostelijk Nieuw-Guinea.
- T. f. vigilax: Nieuw-Caledonië, de Loyaliteitseilanden en Vanuatu.
- T. f. didimus: noordelijk Australië.
- T. f. fasciata: Australië en de oostelijke Salomonseilanden.
- T. f. rosselianus: Rossel (Louisiaden). [3]